# Marcel Langiller
Marcel Langiller (ou Marcel Langillier) est un footballeur français né le 2 juin 1908 à Paris 12e et mort le 25 décembre 1980 à Paris 16e. Il était attaquant. Son surnom était « la caille ». Comptant 30 sélections avec l'équipe de France, il fut notamment sélectionné pour disputer la Coupe du monde 1930 en Uruguay.

## Carrière
- formé au club jusqu'en 1928 :  CA Paris
- 1928-1933 :  Excelsior Athlétic Club de Roubaix
- 1933-1934 :  Red Star
- 1934-1936 :  AS Saint-Étienne (ou 1935-1937 selon les sources)
- 1936-1938 :  CA Paris

## Palmarès
- Vainqueur de la Coupe de France en 1933 avec l'Excelsior Athlétic Club de Roubaix.
- Finaliste de la Coupe de France en 1928 avec le CA Paris.
- Champion de France de D2 en 1934 avec le Red Star.
- 30 sélections en équipe de France de football et 7 buts marqués[2].

A participé à la Coupe du monde de football de 1930. Il dispute même les trois rencontres des Bleus. 
A participé au match de football France - Angleterre (1931).

## Décoration
- Médaille d'honneur de l'éducation physique et des sports, échelon or (1954)[3]

## Anecdote
Marcel Langiller participe au match France-Angleterre du 26 mai 1927 à Colombes. Hormis la défaite 6 à 0, ce qui marqua les esprits fut les notes de frais présentées par les joueurs à la fédération française. Ainsi Langiller, qui résidait à Paris, se fit rembourser 450 francs de déplacement, soit l'équivalent, à l'époque, d'un aller-retour Paris-Marseille...

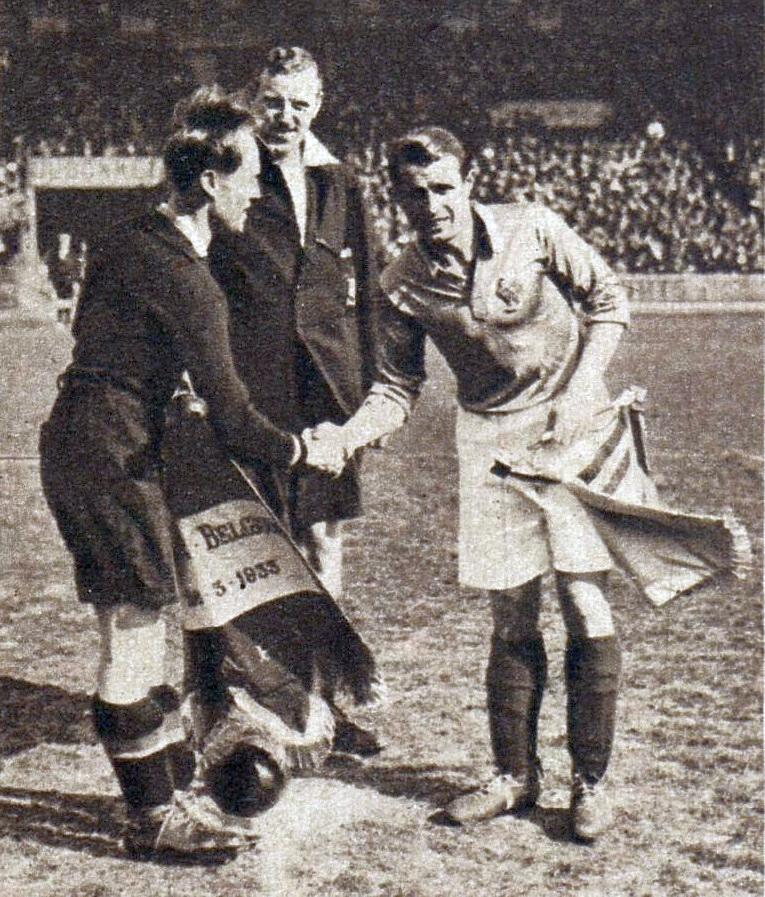
Marcel Langiller serre la main du capitaine belge Nicolas Hoydonckx, à Colombes en 1933.